# Pachysentis canicola
Espèce
Pachysentis canicola est une espèce d'acanthocéphales de la famille des Oligacanthorhynchidae. C'est un parasite digestif de fissipèdes néotropicaux.